# Diparopsis
Diparopsis is een geslacht van vlinders van de familie Uilen (Noctuidae), uit de onderfamilie Amphipyrinae.

## Soorten
- D. castanea Hampson, 1902
- D. gossypioides Clemens, 1951
- D. tephragramma Bethune-Baker, 1911
- D. watersi (Rothschild, 1901)